# أليخاندرا رينوسو سانشيز
أليخاندرا رينوسو سانشيز (مواليد 21 أبريل 1975) سياسية مكسيكية من حزب العمل الوطني. من عام 2009 إلى عام 2011 شغلت منصب نائب المجلس التشريعي للكونغرس المكسيكي ممثلة غواناخواتو. حصلت على إجازة في التسويق من جامعة ليون تخصص في إدارة الجودة، كما أنها حاصلت على الدبلوم الدولي في النظرية السياسية والإدارة العامة من قبل المنظمة الديمقراطية المسيحية الأمريكية في سانتياغو دي تشيلي، وبعد ذلك حصل على دبلومة في الإصلاحات السياسية في أمريكا اللاتينية في ريو دي جانيرو بالبرازيل، وأكملت دبلوم المالية العامة التي نظمتها مؤسسة رافائيل بريسيادو ومركز دراسات التمويل.